# Plecoptera antigona
Plecoptera antigona là một loài bướm đêm trong họ Erebidae.